# Anil Kapoor
Anil Kapoor (ur. 24 grudnia 1956 w Chembur w stanie Maharasztra) – indyjski aktor i producent. Aktualnie mieszka w Mumbaju z żoną Sunitą Bhambhani (od 1984 roku) i trójką dzieci. Z wyznania: hindus. Jego starszy brat Boney Kapoor jest producentem, młodszy Sanjay też aktorem. Jego bratową była aktorka Sridevi, z którą grał m.in. w Chwilach. Angażuje się społecznie (np. w "Plan India" – inicjatywę rejestracji dzieci bezdomnych zaraz po urodzeniu, aby zapewnić im prawo do prawnej tożsamości, nauki i leczenia).
Zadebiutował w 1982 roku w hicie filmowym u boku sławnego już Amitabh Bachchana: Shakti. Od tego czasu zdobył 11 nagród, 5 nominacji (m.in. za Mashaal, Tezaab Is Acid, Beta, Rytm, Pukar, Virasat, 1942: A Love Story, No Entry i Biwi No.1). Przedtem grał przede wszystkim w dramatach u boku najsławniejszych aktorek (m.in. często Madhuri Dixit), ostatnio też w komediach (Biwi No.1, No Entry, Welcome) czy thrillerach (Musafir, Wyścig, Zabójczy styl).

## Filmografia
| Film                          | Rok  | Rola                                         | Inne uwagi |
| ----------------------------- | ---- | -------------------------------------------- | --- |
| Hamare Tumhare                | 1979 | drugi syn Mayi                               | |
| Ek Baar Kaho                  | 1980 |                                              | |
| Vamsa Vriksham                | 1980 |                                              | |
| Hum Paanch                    | 1980 |                                              | |
| Shakti                        | 1982 | Ravi Kumar (gościnnie)                       | |
| Pallavi Anu Pallavi           | 1983 |                                              | |
| Woh 7 Din                     | 1983 | Prem Pratap Patailawale                      | |
| Mashaal                       | 1984 | Raja                                         | Nagroda Filmfare dla Najlepszego Aktora Drugoplanowego |
| Laila                         | 1984 |                                              | |
| Andar Baahar                  | 1984 | Raja                                         | |
| Love Marriage                 | 1984 |                                              | |
| Mohabbat                      | 1985 | Shekhar                                      | |
| Saaheb                        | 1985 | Suni Sharma (Saaheb)                         | |
| Yudh                          | 1985 | Avinash/Junior                               | |
| Meri Jung                     | 1985 | Arun Verma                                   | nominacja do Nagrody Filmfare dla Najlepszego Aktora |
| Kahan Kahan Se Guzar          | 1986 |                                              | |
| Insaaf Ki Awaaz               | 1986 |                                              | |
| Pyaar Ka Sindoor              | 1986 |                                              | |
| Chameli Ki Shaadi             | 1986 | Charandas                                    | |
| Aap Ke Saath                  | 1986 | Vimal                                        | |
| Janbaaz                       | 1986 | Amar Singh                                   | |
| Pyar Kiya Hai Pyar Karenge    | 1986 | Anand                                        | |
| Karma                         | 1986 | Johnny/Gyaneshwar                            | |
| Itihaas                       | 1987 |                                              | |
| Mr. India                     | 1987 | Arun Verma                                   | |
| Hifazat                       | 1987 | Ram Kumar/Raj Kumar                          | |
| Thikana                       | 1987 | Ravi                                         | |
| Vijay                         | 1988 | Arjun                                        | |
| Tezaab                        | 1988 | Mahesh Deshmukh (Munna)                      | Nagroda Filmfare dla Najlepszego Aktora |
| Sone Pe Suhaaga               | 1988 | Ravi Kumar/Joginder                          | |
| Inteqam                       | 1988 |                                              | |
| Kasam                         | 1988 |                                              | |
| Ram-Avtar                     | 1988 | Avtar                                        | |
| Ram Lakhan                    | 1989 | Lakhan                                       | |
| Parinda                       | 1989 | Karan                                        | |
| Kala Bazaar                   | 1989 | Vijay                                        | |
| Joshilay                      | 1989 | Karan                                        | |
| Eeshwar                       | 1989 | Ishwarchand Vishnunath Brahmanand            | nominacja do Nagrody Filmfare dla Najlepszego Aktora |
| Rakhwala                      | 1989 |                                              | |
| Abhimanyu                     | 1989 |                                              | |
| Aag Se Khelenge               | 1989 | Inspector Ravi Saxena/Raja Saxena            | |
| Kishen Kanhaiya               | 1990 | Kishen/Kanhaiya (podwójna rola)              | |
| Ghar Ho To Aisa               | 1990 |                                              | |
| Awaargi                       | 1990 | Azad                                         | |
| Amba                          | 1990 |                                              | |
| Jeevan Ek Sangharsh           | 1990 | Karan                                        | |
| Khel                          | 1991 | Devdas/Arun Kumar                            | |
| Jamai Raja                    | 1991 | Raja                                         | |
| Jigarwala                     | 1991 | Amar Singh                                   | |
| Benaam Badsha                 | 1991 | Deepak                                       | |
| Pratikar                      | 1991 | Krishna Srivastav                            | |
| Chwile                        | 1991 | Virendra Pratap Singh                        | nominacja do Nagrody Filmfare dla Najlepszego Aktora |
| Heer Ranjha                   | 1992 | Deedho/Ranjha                                | |
| Beta                          | 1992 | Raju                                         | Nagroda Filmfare dla Najlepszego Aktora |
| Zindagi Ek Juaa               | 1992 | Harikishan alias Harry                       | |
| Humlaa                        | 1992 | Shiva                                        | |
| Apradhi                       | 1992 | Shiva                                        | |
| Gurudev                       | 1993 | Guru (Gaurav)                                | |
| Roop Ki Rani Choron Ka Raja   | 1993 | Ramesh Verma/Romeo                           | |
| 1942: A Love Story            | 1993 | Naren Singh                                  | nominacja do Nagrody Filmfare dla Najlepszego Aktora |
| Laadla (film)                 | 1994 | Raju                                         | |
| Andaz                         | 1994 | Ajay                                         | |
| Mr. Azaad                     | 1994 | Azaad                                        | |
| Trimurti                      | 1995 | Anand Singh/Sikander                         | nominacja do Nagrody Filmfare dla Najlepszego Aktora Drugoplanowego |
| Rajkumar                      | 1996 | Rajkumar                                     | |
| Loafer                        | 1996 | Ravi Kumar                                   | |
| Mr. Bechara                   | 1996 | Anand Verma                                  | |
| Virasat                       | 1997 | Shakti Thakur                                | Nagroda Filmfare Krytyków dla Najlepszego Aktora |
| Rozstanie                     | 1997 | Raaj                                         | |
| Chandralekha                  | 1997 | specjalny występ w filmie w języku malajalam | |
| Deewana Mastana               | 1997 | Raj Kumar (Raja)/Inspektor. Bansi Rao        | |
| Gharwali Baharwali            | 1998 | Arun                                         | |
| Kabhi Na Kabhi                | 1998 | Rajeshwar (alias Raja)                       | |
| Jhooth Bole Kauwa Kaate       | 1998 | Shanker Sharma/Ramanuj                       | |
| Hum Aapke Dil Mein Rehte Hain | 1999 | Vijay                                        | |
| Biwi No.1                     | 1999 | Lakhan                                       | nominacja do Nagrody Filmfare dla Najlepszego Aktora Komediowego, Nagroda IIFA dla Najlepszego Aktora Komediowego, Nagroda IIFA dla Najlepszego Aktora Komediowego                                             |
| Mann                          | 1999 | Raj                                          | |
| Rytm                          | 1999 | Vikrant Kapoor                               | Nagroda Filmfare dla Najlepszego Aktora, Nagroda IIFA dla Najlepszego Aktora Drugoplanowego, Nagroda Star Screen dla Najlepszego Aktora Drugoplanowego, Nagroda Zee Cine dla Najlepszego Aktora Drugoplanowego |
| Bulandi                       | 2000 | Dharamraj "Dada" Thakur/Arjun Thakur         | |
| Pukar                         | 2000 | Major Jaidev Rajvansh                        | National Award i nominacja do Nagrody Filmfare dla Najlepszego Aktora |
| Moje serce należy do ciebie   | 2000 | Avinash                                      | |
| Karobaar                      | 2000 | Rajiv                                        | |
| Nayak                         | 2001 | Shivaji Rao Gaekwad                          | |
| Lajja                         | 2001 | Raju                                         | |
| Badhaai Ho Badhaai            | 2002 | Raja                                         | |
| Om Jai Jagadish               | 2002 | Om Batra                                     | |
| Rishtey                       | 2002 | Suraj Singh                                  | |
| Armaan                        | 2003 | Dr. Akash Sinha                              | |
| Calcutta Mail                 | 2003 | Avinash                                      | |
| Musafir                       | 2004 | Lucky                                        | |
| Bewafaa                       | 2005 | Aditya Sahai                                 | |
| No Entry                      | 2005 | Kishen                                       | nominacja do Nagrody Filmfare dla Najlepszego Aktora Komediowego |
| Chocolate                     | 2005 | Krish                                        | |
| My Wife's Murder              | 2005 | Ravi Patwardhan                              | |
| Humko Deewana Kar Gaye        | 2006 | Karan Oberoi                                 | |
| Darna Zaroori Hai             | 2006 | reżyser filmu                                | |
| Wszystko dla miłości          | 2007 | Vinay                                        | |
| Mój ojciec Gandhi             | 2007 |                                              | producent |
| Shortcut – The Con Is On      | 2007 |                                              | producent |
| Shashank (the hero)           | 2007 | Shashank Rao/ Shivaji Rao (podwójna rola)    | część dalsza Nayak |
| Melodia życia                 | 2008 |                                              | |
| Welcome                       | 2008 | Kishen                                       | |
| Zabójczy styl                 | 2008 | Lakhan Singh urf Bhaiyyaji                   | |
| Black & White                 | 2008 | Rajan Mathur                                 | |
| Wyścig                        | 2008 | Robert D'costa                               | |
| Chandralekha                  | 2008 |                                              | w produkcji |
| Yahan Ke Hum Sikander         | 2008 | Robert D'costa                               | w produkcji |
| Slumdog. Milioner z ulicy     | 2008 | Prem Kumar (gospodarz gry)                   | |
| My Name Is Anthony Gonsalves  | 2008 |                                              | |